# Джастіс Крістофер
Джастіс Крістофер (англ. Justice Christopher, 24 грудня 1981, Джос — 9 березня 2022) — нігерійський футболіст, що грав на позиції флангового півзахисника. Виступав за національну збірну Нігерії.
Володар Кубка Болгарії.

## Клубна кар'єра
У дорослому футболі дебютував 1999 року виступами за команду клубу «Кацина Юнайтед». Згодом з 2000 по 2001 рік грав у складі команд клубів «Шаркс» та «Бендел Іншуренс».
Своєю грою за останню команду привернув увагу представників тренерського штабу клубу «Антверпен», до складу якого приєднався 2001 року. Відіграв за команду з Антверпена наступний сезон своєї ігрової кар'єри.
2002 року уклав контракт з болгарським «Левскі», у складі якого провів наступні два роки своєї кар'єри гравця, протягом яких у складі цієї команди майже не грав. 
Протягом 2004—2006 років захищав кольори шведського «Треллеборга» та російської «Аланії», в яких також основим гравцем не став.
Завершив професійну ігрову кар'єру у данському «Герфельге», за команду якого виступав протягом 2006—2007 років.

## Виступи за збірну
2001 року дебютував в офіційних матчах у складі національної збірної Нігерії. Протягом кар'єри у національній команді, яка тривала усього 2 роки, провів у формі головної команди країни 11 матчів.
У складі збірної був учасником чемпіонату світу 2002 року в Японії і Південній Кореї, а також Кубка африканських націй 2002 року у Малі, на якому команда здобула бронзові нагороди.

## Титули і досягнення
- Володар Кубка Болгарії (1):

«Левскі»:  2002-2003
- Бронзовий призер Кубка африканських націй: 2002